# Frutigen-Niedersimmental
Frutigen-Niedersimmental (niem. Verwaltungskreis Frutigen-Niedersimmental) – okręg w Szwajcarii, w kantonie Berno, w regionie administracyjnym Oberland. Siedziba okręgu znajduje się w miejscowości Frutigen.
Okręg został utworzony 1 stycznia 2010. Składa się z 13 gmin (Gemeinde) o łącznej powierzchni 773,63 km² i o łącznej liczbie mieszkańców  40 607.

## Gminy
1. Adelboden
2. Aeschi bei Spiez
3. Därstetten
4. Diemtigen
5. Erlenbach im Simmental
6. Frutigen
7. Kandergrund
8. Kandersteg
9. Krattigen
10. Oberwil im Simmental
11. Reichenbach im Kandertal
12. Spiez
13. Wimmis